# Себук-тегин
Себук-Тегин (ок. 940-х — 997) — тюркский правитель Газневидского государства с 977 по 997 год, при котором начался период расцвета Газневидов. Зять основателя государства, Алп-тегина. 

## Биография
Себук-тегин родился около 940-х годов. В приписываемом ему «Панд-наме», якобы послании жанра «княжеского зерцала», он свидетельствует, что является родом из Барсхана, поэтому он, вероятно, принадлежал к одному из местных карлукских племён. В возрасте 12 лет Себук-Тегин был взят в плен во время нападения одного из соседних племён и продан в рабство купцу по имени Наср-Хаджи. Последний перепродал его Алп-Тегину, находившемуся при дворе государства Саманидов в Хорасане. Впоследствии Алп-Тегин поднял восстание против Саманидов, завоевал Газни и образовал Газневидское государство. Тогда он назначил Себук-Тегина генералом и выдал за него свою дочь. После смерти Алп-Тегина в 975 году его сын, Абу Исхак Ибрахим, и сам Себук-Тегин отправились к Саманидам. В результате переговоров было решено, что правителем Газни станет Абу Исхак Ибрагим, а Себук-Тегин будет объявлен его наследником. В 977 году Абу Исхак Ибрагим умер, и Себук-Тегин стал правителем Газневидского государства.
Себук-Тегин существенно расширил территориальные завоевания Алп-Тегина, и его государство включало Балх на севере, Кандагар и большую часть Хорасана на западе, и доходило до реки Инд на востоке. Халиф Багдада признал Себук-Тегина законным правителем вассальной по отношению к нему территории.
Себук-Тегин умер в 997 году. После его смерти на короткое время государство Газневидов было разделено. Газни получил его сын, Исмаил ибн Себук-тегин. Однако другой сын, Махмуд, через год сверг Исмаила и начал править в Газни.